# Ethel Bedford-Fenwick

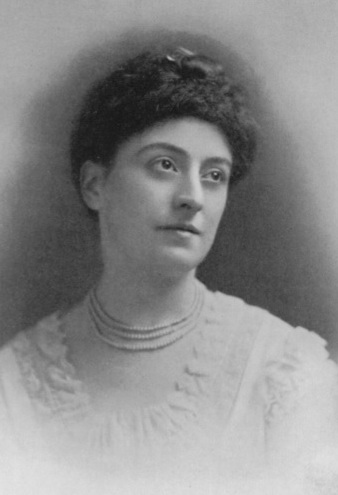
Ethel Bedford-Fenwick, 1925

Ethel Bedford-Fenwick (weiterer verwendeter Name Ethel Gordon Fenwick) (* 26. Januar 1857 in Elgin (Moray), Schottland; † 13. März 1947 in London) war eine britische Krankenschwester und Gründerin des International Council of Nurses.

## Herkunft und Leben
Ethel Bedford-Fenwik (geb. Mason) wurde am 26. Januar 1857 in Elgin, Schottland geboren. Nach dem frühen Verlust ihres Vaters heiratete ihre Mutter den konservativen Parlamentsabgeordneten George Storer in Süd-Nottingham, der ihr eine sorgenfreie Jugend ermöglichte. Sie begann 1878 eine Ausbildung in der Kinderkrankenpflege, damals noch ein neuer Zweig der Krankenpflege. Anschließend machte sie die Ausbildung zur Krankenschwester an der Manchester Royal Infirmary. Mit nur 24 Jahren wurde sie zur Oberin des renommierten St Bartholomew’s Hospital in London gewählt. Dort reorganisierte Bedford-Fenwick den Pflegedienst, ehe sie 1887 dem Arzt Bedford-Fenwick begegnete und ihn noch im selben Jahr heiratete. Wie zu der Zeit üblich zog sie sich nach der Heirat aus dem aktiven Pflegedienst zurück, blieb jedoch in der Berufspolitik aktiv.
Bedford-Fenwick wollte für die britischen Krankenschwestern eine ähnliche gesetzliche Stellung erreichen, wie es die Ärzte im Jahr 1858 erreicht hatten. Dazu gründete sie 1888 die Royal British Nurses Association, die als politische Kraft für eine staatliche Anerkennung der Krankenschwestern kämpfte. Ab 1893 war sie Herausgeberin der Zeitschrift The Nursing Record und gründete schließlich 1899 das International Council of Nurses (ICN), zunächst als Florence Nightingale International Foundation. Sie führte die Organisation als Präsidentin fünf Jahre lang. ICN Sekretärin wurde ebenfalls 1899 Lavinia Dock. Die Nachfolgerin Bedford-Fenwicks als Präsidentin wurde 1904 die in Australien lebende Nordirin Susan McGahey, die mit Bedford-Fenwick und Dock intensiven Austausch zu Fragen der Pflegeausbildung gepflegt hatte.
Bedford-Fenwick erreichte eine deutliche Verlängerung der Ausbildungszeit für Schwestern und kämpfte für die staatliche Registrierung der Schwesternschaft. Dies wurde durch den Nurses Registration Act 1919 erreicht, bei seiner Öffnung 1923 wurde Bedford-Fenwick die erste registrierte Krankenschwester in Großbritannien. Sie wurde Ehrenpräsidentin des ICN, Ehrenmitglied der Berufsorganisation der Krankenpflegerinnen Deutschlands, Ehrendame des Johanniterordens und Trägerin des Ordens vom Griechischen Roten Kreuz.
Nach einer Oberschenkelfraktur 1946 erholte sie sich nicht mehr und starb am 13. März 1947 in London.